# Флаг Арабского восстания
Флаг Ара́бского восста́ния (араб. علم الثورة العربية‎) — флаг, использовавшийся арабскими националистами во время Арабского восстания.

## История
Флаг был разработан британским дипломатом сэром Марком Сайксом, который пытался тем самым показать, что восстание было полностью организовано арабами. Несмотря на то, что Арабское восстание происходило на маленькой территории и организовывалось совместно с англичанами, флаг был взят за основу национальных флагов арабских государств, образовавшихся после Первой мировой войны. Флаг был взят за основу флагов следующих государств: Иордании, Ирака, Кувейта, Египта, Судана, Сирии, ОАЭ, Йемена, Палестины, Сомалиленда, Сахарской Арабской Демократической Республики и Ливии.
3 горизонтальных цвета олицетворяют Аббасидский, Омейядов и Фатимидский халифаты. Красный цвет олицетворяет династию Хашимитов.
Во время Первой мировой войны Хашимиты являлись союзниками Великобритании. После окончания войны к власти в Хиджазе (Аравийский полуостров, Иордания), или Иорданском Хашимитском королевстве пришли Хашимиты, на время в Арабском королевстве Сирия и Ираке.
Великая Сирия распалась в 1920 году, просуществовав всего несколько месяцев. В 1925 году власть Хашимитов в Хиджазе была ликвидирована Саудитами, в Ираке — в 1958 году в результате государственного переворота, а в Иордании была сохранена.
В настоящее время[когда?] в Акабе имеется флагшток, на котором развевается флаг Арабского восстания (95 на 197 футов).